# Le Chat Noir

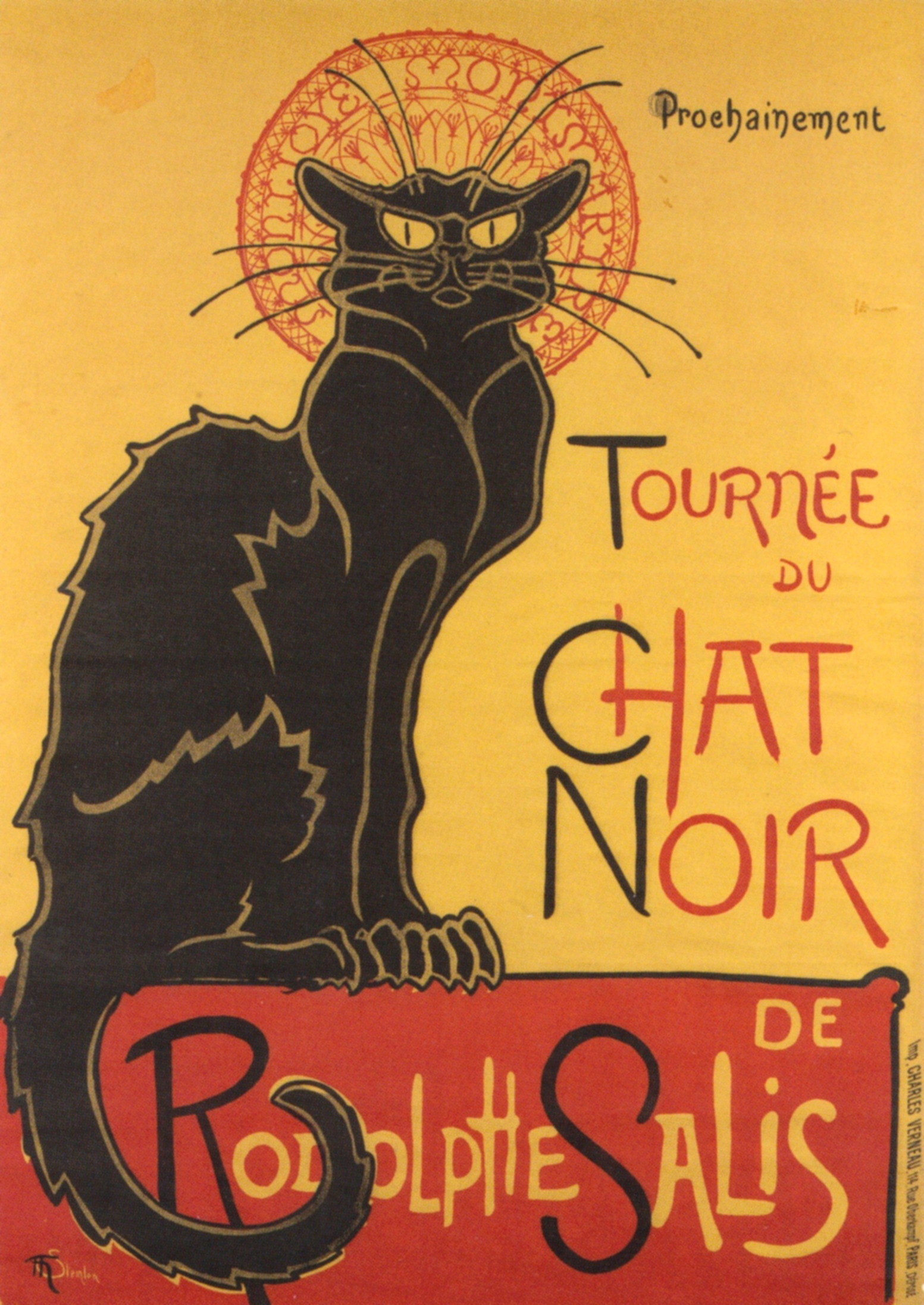
Słynny plakat kabaretu Le Chat Noir autorstwa Théophile Alexandre Steinlen

Le Chat Noir (pol. Czarny Kot) – XIX-wieczny kabaret skupiający ówczesną bohemę artystyczną Paryża. Kabaret został otwarty 18 listopada 1881 przez Rodolphe Salisa, a mieścił się przy ulicy Boulevard Rouchechouart pod numerem 84. Zamknięcie kabaretu odbyło się w 1897. Wówczas zostały otwarte repliki kabaretu od Petersburga do Barcelony. Pod nazwą „Czarny Kot” funkcjonują do dziś kawiarnie na greckiej wyspie Korfu oraz w Brukseli. 

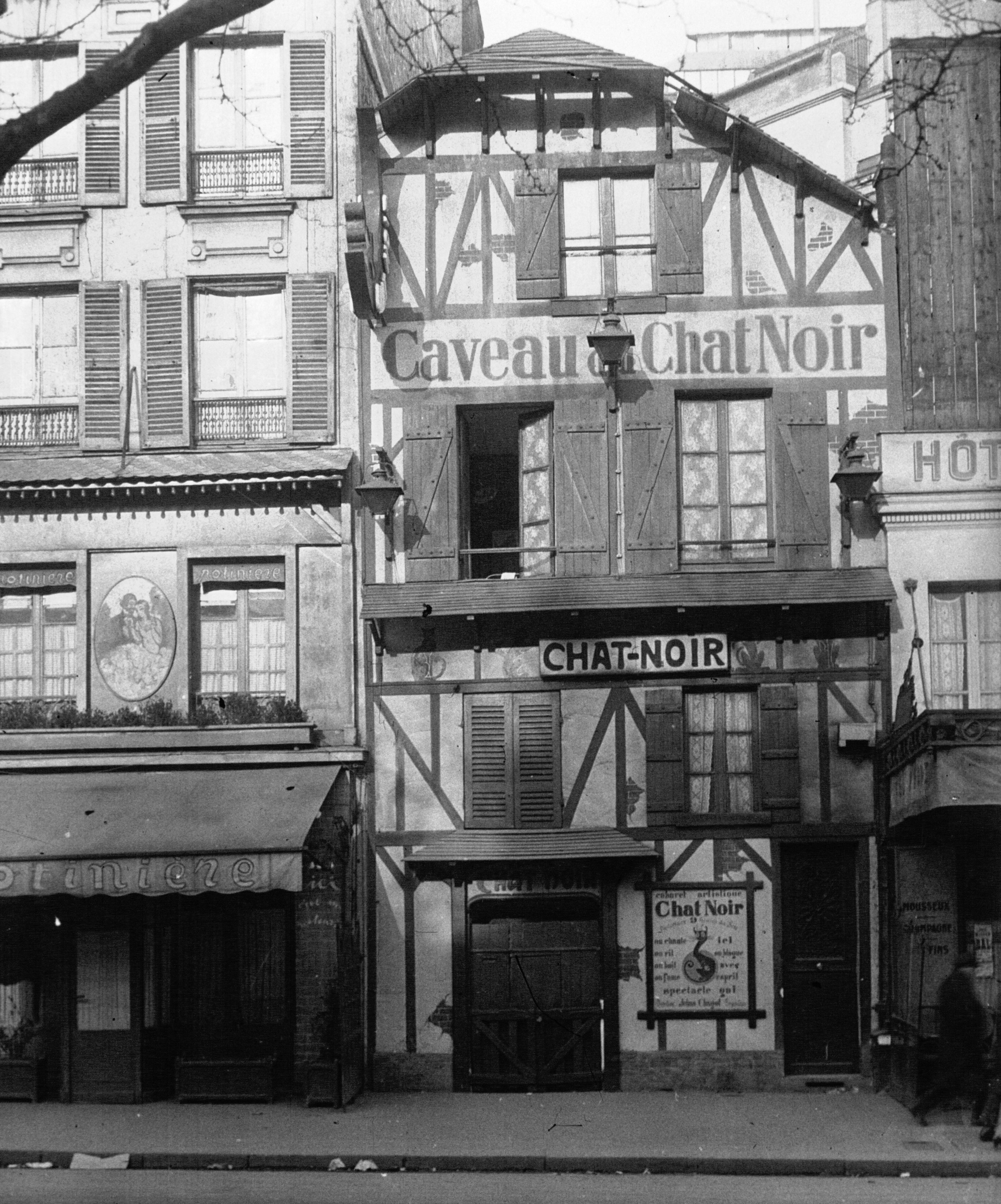
Chat noir w 1929

Jednym z najbardziej rozpoznawalnych wizerunków kabaretu jest kot siedzący na pianinie pochodzący z plakatu zaprojektowanego przez Théophile’a Alexandre’a Steinlena. Kabaret wydawał własną gazetę pod tym samym tytułem, „Le Chat Noir”. Początkowo gazeta była tworzona w dwóch małych pokoikach. Dopiero później, wraz z rozwojem kabaretu, dobudowano jeszcze jeden pokój.
Le Chat Noir, mimo że istniał krótko, gościł wielu słynnych paryskich artystów, takich jak:
- Adolphe Willette
- Caran d’Ache
- Émile Cohl
- Paul Verlaine
- Henri Rivière
- Claude Debussy
- Erik Satie
- Charles Cros
- Jules Laforgue
- Albert Samain
- Alphonse Allais
- Maurice Rollinat
- Maurice Donnay
- Jane Avril
- Aristide Bruant
- Paul Signac
- Yvette Guilbert
- August Strindberg
- Félicien Rops[2]